# Hans Barion
Hans Barion (ur. 16 grudnia 1899 w Düsseldorfie, zm. 15 maja 1973 w Bonn) – niemiecki ksiądz katolicki, profesor prawa kościelnego, rektor Państwowej Akademii w Braniewie.

## Życiorys
Hans Barion zdał egzamin dojrzałości w 1917 roku w gimnazjum miejskim w Düsseldorfie. Od 1917 do końca I wojny światowej był żołnierzem. Od semestru zimowego 1919/1920 rozpoczął studia w zakresie filozofii, historii i teologii na Uniwersytecie w Bonn, specjalizując się w prawie kościelnym.
14 sierpnia 1924 w katedrze w Kolonii przyjął święcenia kapłańskie, po których został nauczycielem w Honnef, duszpasterzem w Menden i rektorem w Elberfeld.
Od grudnia 1928 studiował prawo kanoniczne na Papieskim Uniwersytecie Gregoriańskim w Rzymie i mieszkał w Campo Santo Teutonico w Watykanie. Pracę z zakresu teologii obronił w 1929 w Bonn u Alberta Michaela Koenigera, a w 1930 otrzymał w Rzymie stopień doktora prawa kanonicznego. Następnie, w listopadzie 1930 roku w Bonn, na podstawie rozszerzonej wersji rozprawy doktorskiej pt. Das fränkisch-deutsche Synodalrecht des Frühmittelalters uzyskał habilitację. Dzięki pośrednictwu profesora teologii w Braniewie Karla Eschweilera otrzymał od semestru zimowego 1931/1932 stanowisko docenta w Państwowej Akademii w Braniewie (Prusy Wschodnie). W 1933 roku został mianowany profesorem prawa kanonicznego.

## Barion w okresie dyktatury nazistowskiej
Pod wpływem namowy profesorów Carla Schmitta i Karla Eschweilera wstąpił w 1933 do NSDAP. W tym samym roku opublikował pracę Kirche oder Partei?, popierającą narodowy socjalizm. Latem 1934 został suspendowany wraz z prof. Karlem Eschweilerem, w 1935 złożył (też z Eschweilerem) deklarację lojalności (Loyalitätserklärung) i został przywrócony na stanowisko profesora.
W 1937 Barion ubiegał się o stanowisko profesora prawa kościelnego na Uniwersytecie Ludwika i Maksymiliana w Monachium, jednak sprzeciwił się temu rząd Bawarii i kardynał Michael von Faulhaber. Gdy z dniem 1 lipca 1938 otrzymał nominację, Michael von Faulhaber złożył notę protestacyjną do Stolicy Apostolskiej, czego wynikiem były wielomiesięczne tarcia wokół osoby Bariona, które w konsekwencji doprowadziły do zamknięcia przez bawarskie ministerstwo kultury w lutym 1939 wydziału teologii katolickiej (stan ten się utrzymał do 1945).
W semestrze letnim 1939 kardynał Kolonii Karl Joseph Schulte powołał Hansa Bariona na wykładowcę teologii katolickiej na Uniwersytecie w Bonn, gdzie pozostał do końca wojny profesorem prawa kanonicznego i przez kilka lat dziekanem. Jego udział w Ausschuß für Religionsrecht w Akademii Prawa Niemieckiego (Akademie für Deutsches Recht) w latach 1939–1940 potwierdza jego poparcie rządu narodowosocjalistycznego.

## Barion po II wojnie światowej
Po upadku Trzeciej Rzeszy w 1945 Barion został usunięty z uniwersytetu. Wprawdzie podjął starania o odzyskanie stanowiska, jednak bez skutku. Odtąd Barion pracował jako nieetatowy wykładowca i publicysta w Bonn (publikował, podpisując się pseudonimem, w czasopiśmie „Priester und Arbeiter”; był również autorem wielu haseł z zakresu teologii i prawa kościelnego w encyklopedii Brockhaus). Utrzymał ścisłe kontakty z pisarzem Gustavem Steinbömerem oraz licznymi intelektualistami z obszaru jego działalności naukowej, w tym z Carlem Schmittem.
Hans Barion zajmował w kwestiach teologicznych zawsze stanowisko bardzo konserwatywne, lecz jednocześnie był za jasnym i przejrzystym rozdziałem państwa i Kościoła, za co był już wcześniej krytykowany w czasach narodowego socjalizmu. Krytykował reformy soboru watykańskiego II, w szczególności jego skutki dla teologii, liturgii i życia duchowego.